# Centro Médico Barzilai

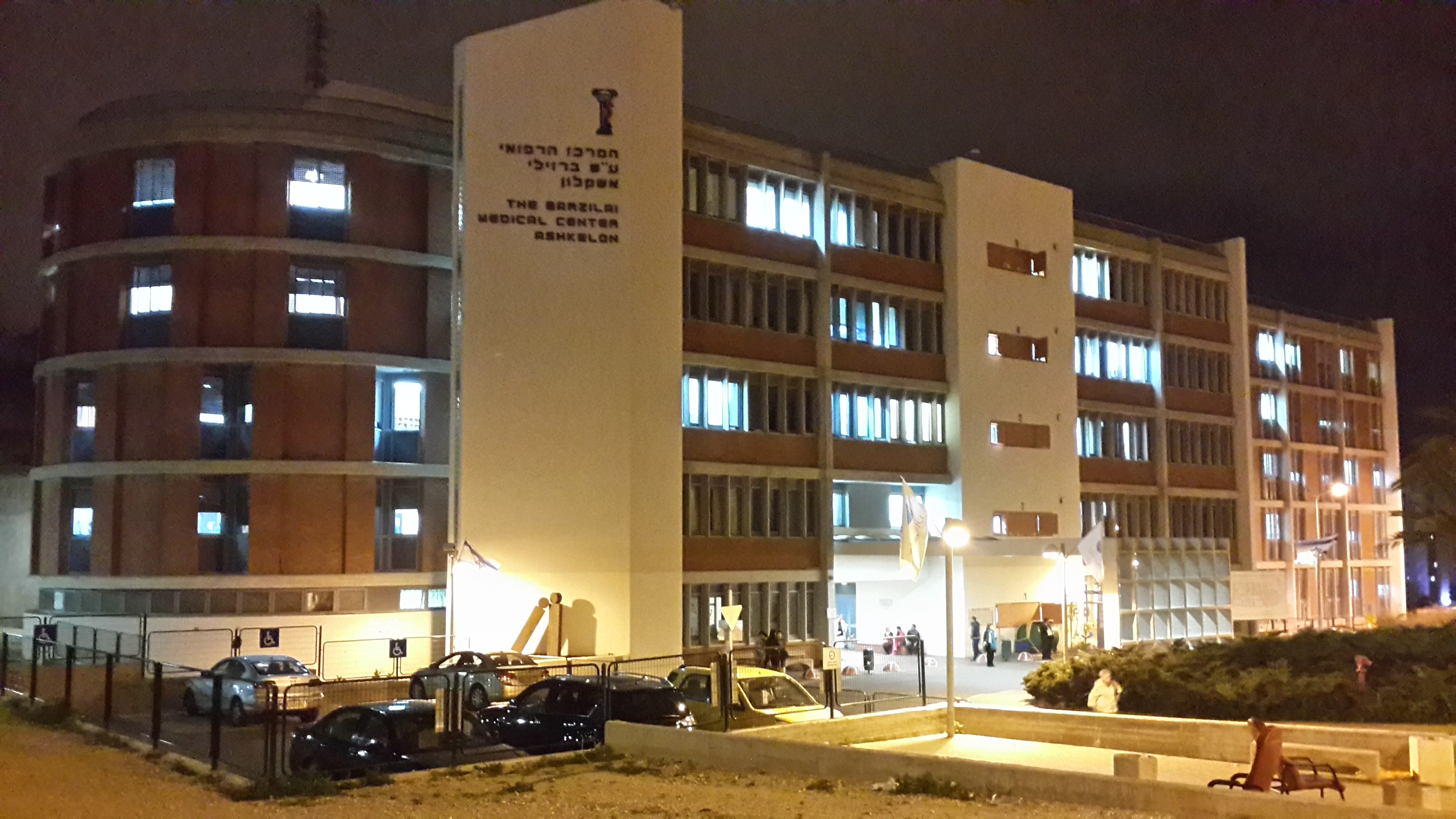
Centro Médico Barzilai de noche.

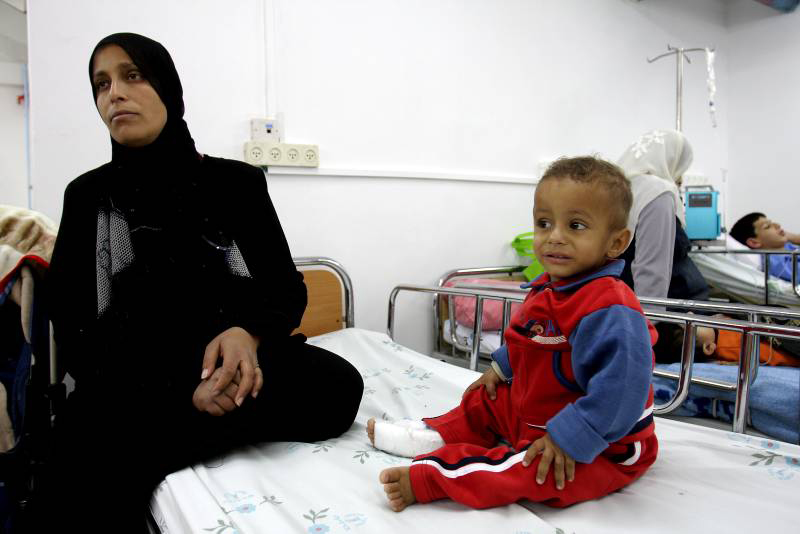
Familias palestinas en el hospital Barzilai en Ascalón.

El Centro Médico Barzilai (en hebreo: מרכז רפואי ברזילי, Merkaz Refui Barzilai ) es un hospital de 617 camas de la ciudad de Ascalón, en el Distrito del Sur de Israel. El hospital sirve a una población de 500.000 personas, incluyendo a un gran número de inmigrantes rusos y etíopes, y recibe a más de 100.000 personas al año. El centro está situado a 6 millas de la Franja de Gaza, y ha sido el objetivo de numerosos ataques con cohetes Grad y Qassam, a veces ha llegado a haber hasta 140 ataques en un solo fin de semana. El hospital tiene un papel vital en el tratamiento de los soldados heridos y de las víctimas de ataques terroristas.

## Historia
El hospital abrió en julio de 1961, y fue inicialmente llamado el Hospital de Ascalón. Una parte del lugar donde fue construido el edificio, había sido anteriormente una mezquita del siglo XI de Hussein ibn Alí y un centro de peregrinación musulmán. Aquel lugar fue destruido por el Ejército israelí en 1950.
La construcción del hospital fue financiada por el Ministerio de Salud de Israel con la ayuda de la Federación sionista sudafricana, el municipio de Ascalón y la organización Mifal HaPais, la lotería nacional del Estado sionista de Israel.
El edificio fue diseñado por el arquitecto David Anatol Brutzkus, cubriendo una área de 8000 metros cuadrados.
En 1971, fue el hospital fue renombrado en honor al Ministro de Sanidad, Yisrael Barzilai, quien había puesto la piedra angular del edificio a principios de los años 1960 y que había fallecido el año anterior.
En agosto de 2015, varias protestas tuvieron lugar en el exterior del centro médico Barzilai después de que Mohamed Allan, un prisionero palestino en huelga de hambre, fue trasladado al hospital. Su traslado llegó poco después de la aprobación de una nueva ley de la Knéset que permitía alimentar a la fuerza a los prisioneros, cuando sus vidas estaban en riesgo. De todas formas, los doctores en el hospital se opusieron a alimentar forzosamente a Allan y el preso fue liberado poco después.

## Planes de expansión
Los planes para construir una nueva sala de emergencia, a prueba de misiles y cohetes para el hospital, han sido obstaculizados por las protestas de los judíos ultraortodoxos, dichas protestas han sido provocadas por el descubrimiento de restos humanos en un antiguo cementerio que fue desenterrado durante las actividades de construcción.